# Dorsale Lyttelton
La dorsale Lyttelton è una catena montuosa situata nell'entroterra della costa di Pennell, nella Terra della Regina Vittoria, in Antartide. La catena costituisce in particolare la parte centro-orientale dei monti dell'Ammiragliato, a sud-ovest della dorsale Dunedin, da cui è separata per mezzo del ghiacciaio Dennistoun, e si estende in direzione nord-ovest/sud-est per circa 26 km, raggiungendo i 2.435 m di altezza con il picco Lange.

## Storia
La dorsale Lyttelton è stata mappata per la prima volta dallo United States Geological Survey grazie a fotografie aeree scattate dalla marina militare statunitense (USN) nel periodo 1960-63, e così battezzata dal comitato consultivo dei nomi antartici in onore della cittadina neozelandese di Lyttelton, dove per molti anni le navi facenti rotta verso l'Antartide hanno potuto rifornirsi di carburante e generi alimentari.